# Milburn Bay
Die Milburn Bay ist eine Bucht an der Nordwestseite der Trinity-Insel im Palmer-Archipel vor der Westküste des antarktischen Grahamlands.
Erstmals verzeichnet ist die Bucht auf einer argentinischen Landkarte aus dem Jahr 1952. Das UK Antarctic Place-Names Committee benannte sie 1960 nach Matthew Ridley Milburn (* 1913), Offizier der Flugverkehrskontrolle bei der Falkland Islands and Dependencies Aerial Survey Expedition (1955–1957).